# Il costruttore Solness
Il costruttore Solness (Byggmester Solness) è un dramma composto nel 1892 da Henrik Ibsen.

## Trama
È un'opera che tratta di un uomo ricco e potente, Halvard Solness, un imprenditore di successo, che aveva raggiunto ciò che si era prefisso nella sua ambizione e razionalità, senza ottenere però soddisfazione e felicità: la perdita dei figli e la malattia della moglie sono causa di rimorsi e tristezza; inoltre prova paura, vive nel terrore che i giovani possano soppiantarlo in quanto anch'egli raggiunse il successo in gioventù attraverso l'inganno. Un giorno, la sua vita verrà sconvolta quando vi irromperà una giovane fanciulla, Hilde Wangel, conosciuta precedentemente e da lui dimenticata. Ella, durante dieci lunghissimi anni, aveva nutrito un forte amore per lui. Solness, così, verrà travolto da un turbinio di emozioni, che gli "restituiranno" la giovinezza perduta e sfumata rapidamente, ma che comporteranno anche la sua rovina e poi la morte, come accade nel destino degli uomini che vogliono sfidare i limiti posti dagli dei.

## Analisi
Qui Ibsen (come in Quando noi morti ci destiamo e in molti altri capolavori del teatro borghese dell'800) presenta una storia d'amore tra un uomo maturo e una giovane adolescente. Tutto ruota intorno all'esistenza dell'uomo come intellettuale, ossia come essere tale mostruosamente "testa", razionalità; la morbosa affermazione di sé, lo spinge a dimenticare di essere uomo e, ad un tratto, guardandosi indietro, si accorge che l'amore e il suo mistero, il sesso, possono fargli ritrovare il senso di tutto: così, comincia questo viaggio rischioso nell'universo di “lei”... Il costruttore Solness arricchisce quello che è il tema del teatro borghese ottocentesco, ma scruta e scava nell'interiorità dell'essere umano. È un'opera ricolma di suggestioni surreali, oniriche, di rara densità simbolica.

## Rappresentazioni
La prima assoluta è stata presentata il 7 dicembre 1892 al Theatre Royal Haymarket di Londra in lingua originale.
La prima italiana è stata portata in scena dalla compagnia Paladini-Talli il 18 marzo 1893 al Teatro Valle di Roma, con Ida Carloni Talli (Hilde Wangel).

## La figura del costruttore Solness e il Living Theatre
La figura del costruttore Solness verrà, inoltre inserita nell'opera intitolata Frankenstein, portata in scena dal Living Theatre in ben quattro versioni. Con un allestimento freddo e metallico Judith Malina e Julian Beck denunciano la violenza e la crudeltà della storia umana e della società. Il costruttore Solness verrà riconosciuto da Frankenstein, come il proprio creatore, colui che gli darà la vita attraverso l'unione di organi e parti del corpo di altre persone ormai morte, in questo spettacolo, attraverso torture efferate ed esecuzioni capitali. Ma allo stesso tempo, questa rivoltante creatura lotterà contro il personaggio ibseniano, fino poi, al raggiungimento del perdono e dell'assunzione di colpevolezza della violenza umana. Il tutto terminerà con un inno all'amore: un abbraccio.

## Versioni cinematografiche e televisive

### Cinema
- Giovani si diventa (While We're Young), liberamente tratto da Il costruttore Solness di Henrik Ibsen, regia di Noah Baumbach (2014)

### Televisione
- The Master Builder, film tv - da Il costruttore Solness di Henrik Ibsen nella traduzione inglese di William Archer (1950)
- Il costruttore Sollness, regia di Mario Ferrero, con Massimo Girotti (Halvatd Sollness), Elena Da Venezia (Aline), Giuseppe Pagliarini (dott. Herdal), Olinto Cristina (Knut Brovnik), Renato De Carmine (Ragnar), Lucia Catullo (Kaja Fosli), Gianna Giachetti (Hilde Wangel), trasmesso dalla Rai il 1º aprile 1960[4]

## Edizioni
- Il costruttore Solness, traduzione di Paolo Rindler ed Enrico Polese Santarnecchi, Milano, Max Kantorowicz, 1893, 104 p.
- Il costruttore Solness, traduzione di Roberto Alonge, a cura di Francesca Malara, Milano, Costa & Nolan, 1999, 288 p., ISBN 9788876483868